# 警犬

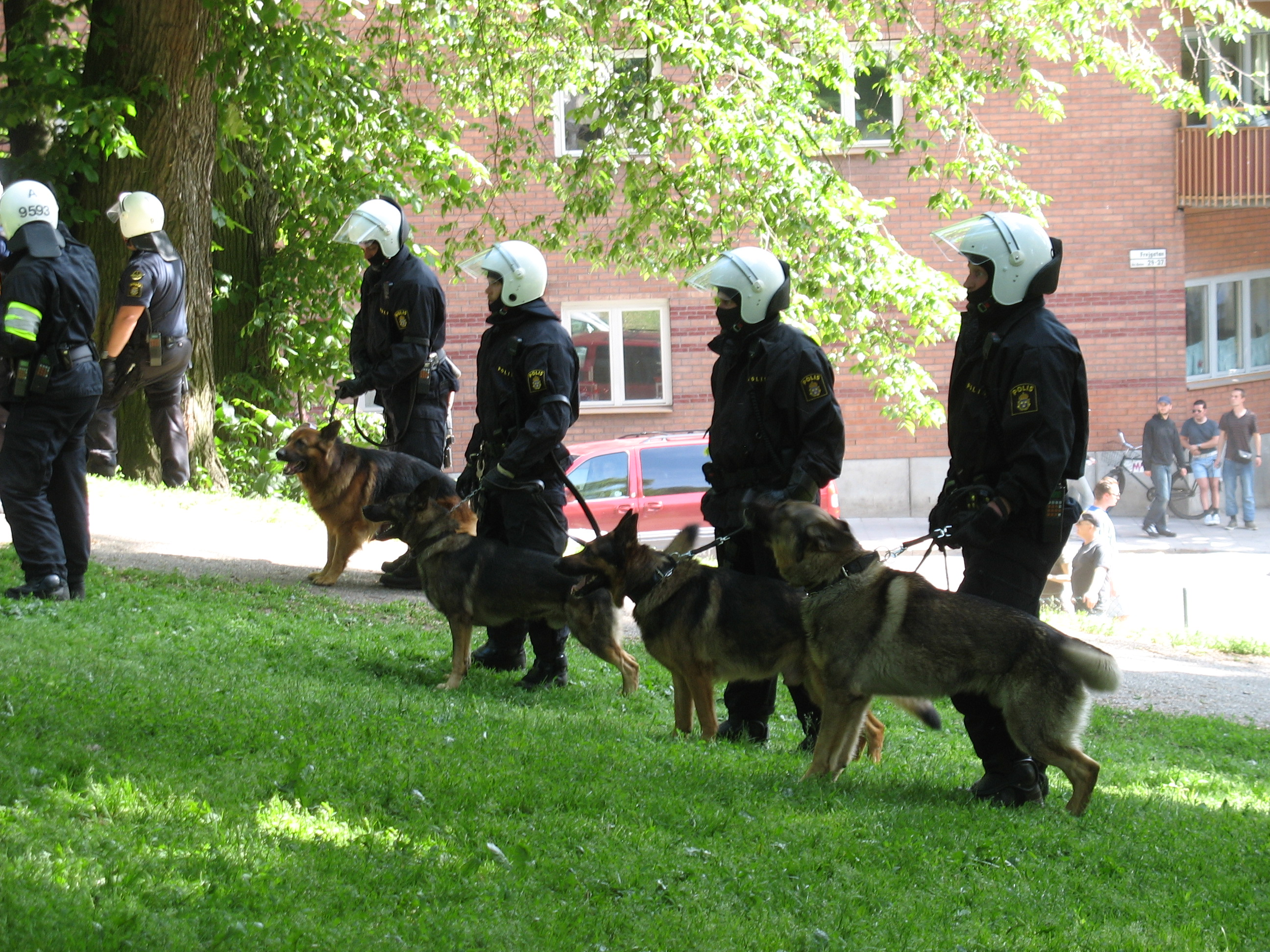
攝於2007年瑞典國慶日（斯德哥爾摩）

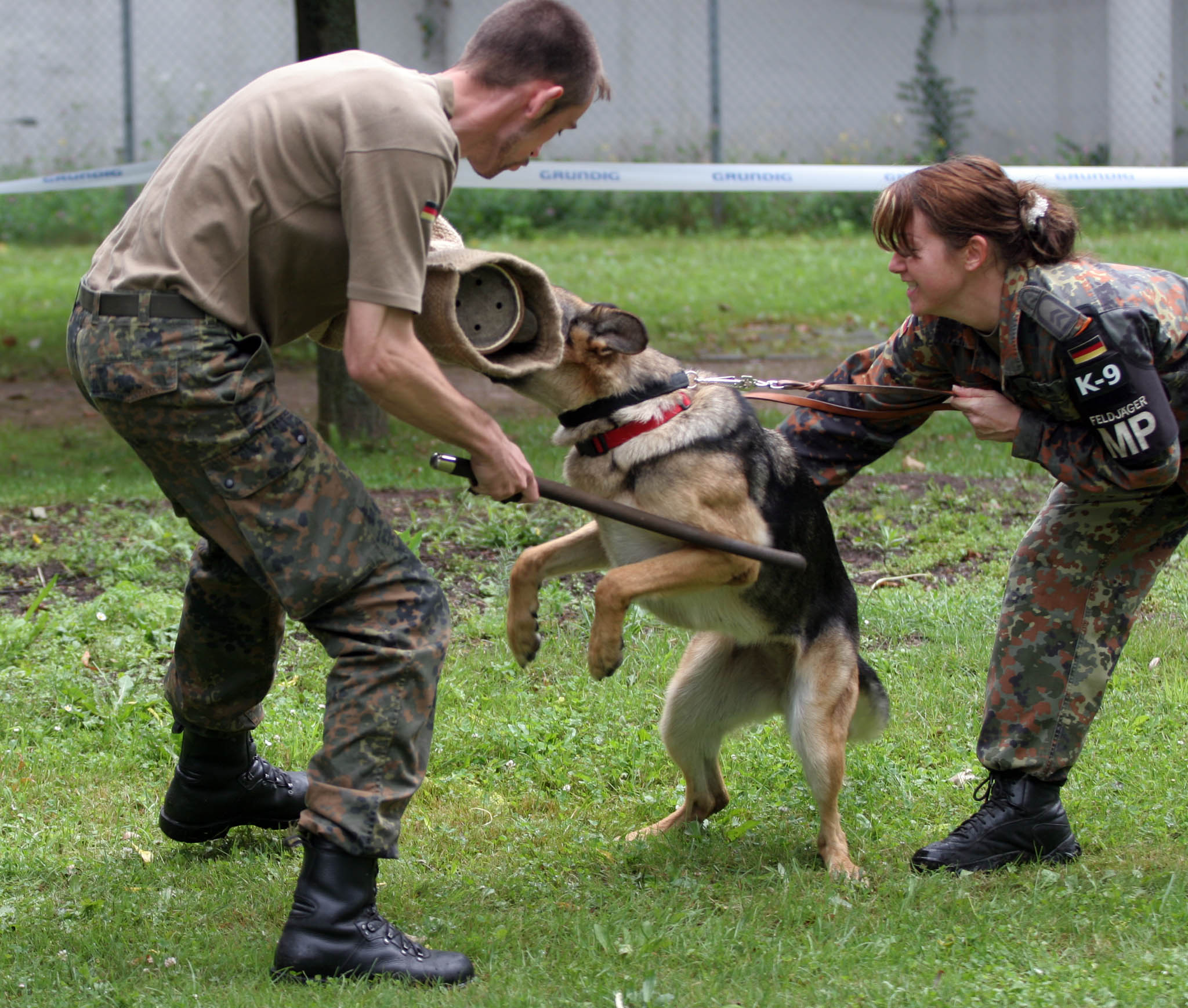
德國德國聯邦國防軍野戰獵兵部隊的警犬

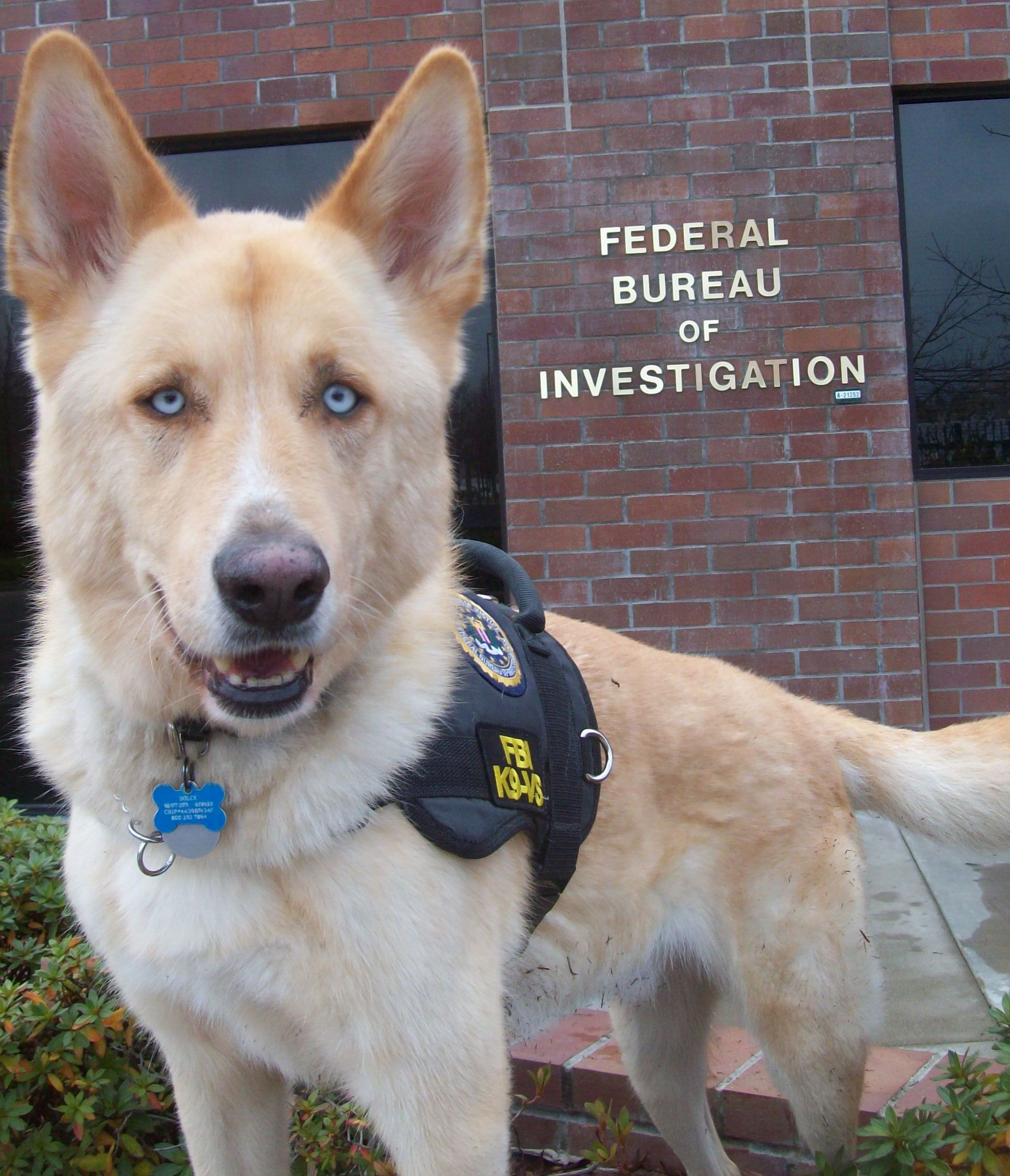
美國聯邦調查局的警犬

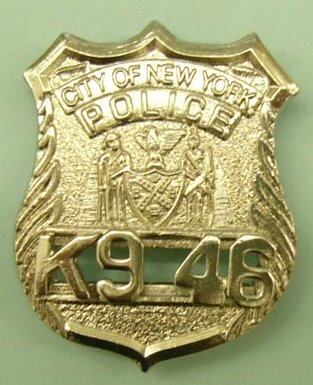
紐約市警察局的警犬徽章

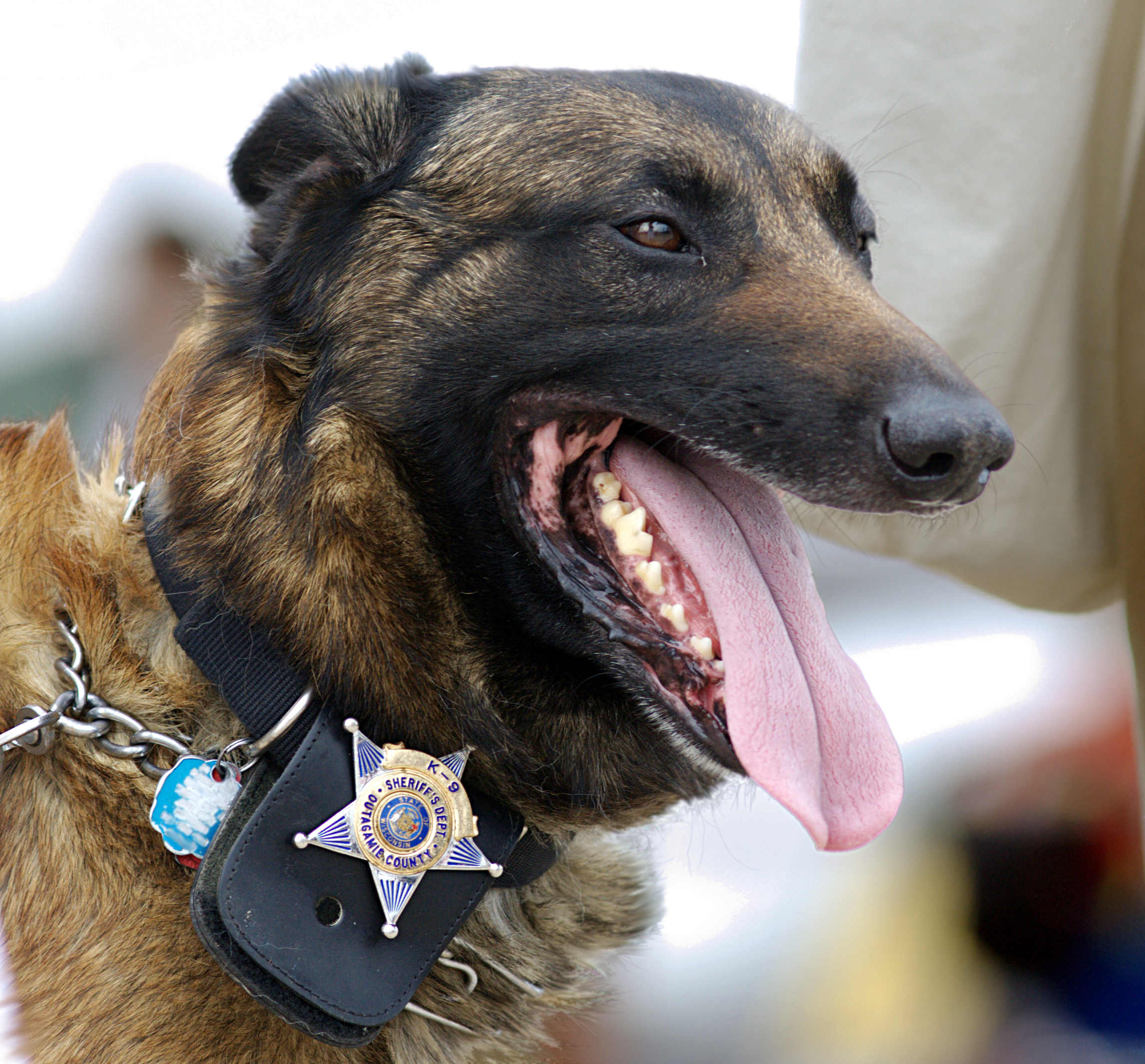
美國威斯康辛州的警犬

警犬是為警察機構服務的工作犬，在西方世界時被喚作K-9（英語canine的同音異義語詞）。最常用的品種為西德牧羊犬，近年比利時瑪連萊犬亦開始被廣泛使用。
蓄意傷害或殺害警犬在很多國家已經被列為嚴重的刑事罪行，刑罰比一般虐待動物為重，甚至等同或接近襲警的罪行。各地的執法部門越來越多為其警犬穿上防彈衣及配戴徽章，亦為殉職的警犬舉辦隆重的追悼會。

## 歷史
使用犬隻執勤，在中世紀的歐洲已有記載，教區警察會用尋血獵犬追捕歹徒。亨利一世在位期間，英國皇宮設有犬舍，犬隻被安排巡邏庭園的工作。

## 工作性質
- 維持秩序
- 追截疑犯
- 搜救[11]
- 搜證（毒品、火藥[12]、其他犯罪證據或人體殘肢[13]）
- 協助巡邏、臨檢、鎮暴、反挾持
- 協助搜索毒品

### 引用
1. 1 2  Palmer, Brian. . Slate. 2008-07-18  [2013-04-24]. （原始内容存档于2011-06-05）.
2. ↑  . Police K9.   [2013-04-24]. （原始内容存档于2015-11-16）.
3. ↑  . Police Dog Protection.   [2013-04-24]. （原始内容存档于2013-09-06）.
4. ↑  Wright, Ryan. . The Mississippi Press. 2008-07-24.[永久]
5. ↑  Huggins, Paul. . Decatur Daily. 2007-08-03  [2013-04-24]. （原始内容存档于2013-10-15）.
6. ↑  . Police Special.com.   [2013-04-24]. （原始内容存档于2012-09-20）.
7. 1 2  Sisson, Paul. . North County Times - Californian. 2008-01-15.[]
8. ↑  Moxley, Tonia. . The Roanoke Times. December 16, 2008  [23 December 2008]. （原始内容存档于2012-10-02）.
9. ↑  . CTV Canada. 2006-02-06  [2013-04-24]. （原始内容存档于2006-08-18）.
10. ↑  . 蘋果日報. 2014年8月30日  [2014年8月30日]. （原始内容存档于2014年9月1日） （中文）.
11. ↑  K9 Centre (Australia) （页面存档备份，存于）.
12. ↑  BBC Magazine 2005 （页面存档备份，存于）.
13. ↑  L. Oesterhelweg;  et al. . Forensic Science International. 2008, 174 (1): 35–9  [2013-04-24]. PMID 17403590. doi:10.1016/j.forsciint.2007.02.031. （原始内容存档于2010-09-26）.

## 外部連結
- National Police Canine Association（页面存档备份，存于） (US)
- United States Police Canine Association（页面存档备份，存于）
- The North American Police Work Dog Association（页面存档备份，存于）
- Service Dogs Of AmericaSDA Protection/Police Titles（页面存档备份，存于）
- Los Angeles County Police Canine Association（页面存档备份，存于） US
- Virginia Police Canine Association（页面存档备份，存于） US